# Streepbuikvliegenpikker
De streepbuikvliegenpikker (Phyllomyias sclateri) is een zangvogel uit de familie Tyrannidae (tirannen). Deze vogel is genoemd naar de Engelse ornitholoog Philip Lutley Sclater.

## Verspreiding en leefgebied
Deze soort komt voor van Peru tot Argentinië en telt twee ondersoorten:
- P. s. subtropicalis: zuidoostelijk Peru.
- P. s. sclateri: Bolivia en noordwestelijk Argentinië.

## Status
De grootte van de populatie is niet gekwantificeerd maar de soort wordt omschreven als algemeen. Op de Rode lijst van de IUCN heeft deze soort de status niet bedreigd.